# Tschaikowsky – Genie und Wahnsinn
Tschaikowsky – Genie und Wahnsinn ist ein britischer Spielfilm aus dem Jahr 1970. Er behandelt das Leben des russischen Komponisten Pjotr Iljitsch Tschaikowski. Er basiert auf der Biografie Geliebte Freundin (Beloved Friend) von Catherine Drinker Bowen und Barbara von Meck.

## Handlung
Peter Tschaikowski, Kompositionsprofessor am Moskauer Konservatorium, bekommt Besuch von seinem Bruder Modest. Dieser ermahnt Peter, sich öfters bei seiner Familie sehen zu lassen. Ferner macht er sich Sorgen, Peters Karriere könnte schlagartig vorbei sein, wenn bekannt würde, dass er homosexuell veranlagt ist und mit dem Grafen Anton Schiluwsky zusammen lebt.
Tschaikowskis 1. Klavierkonzert wird uraufgeführt. Es wird ein Publikumserfolg, erntet jedoch von Tschaikowskis Vorgesetzten Nikolai Rubinstein harsche Kritik.
Als Tschaikowski während eines von Rubinstein veranstalteten Festes eine Frau in einer Badewanne singen hört, erinnert er sich schmerzhaft an seine an Cholera erkrankte Mutter, die zur Behandlung der Krankheit in heißes Badewasser geworfen wurde.
Zu den Besuchern der Uraufführung des Klavierkonzerts gehört die reiche Witwe Nadeschda von Meck, die über Rubinstein Kontakt mit Tschaikowski aufnimmt: Sie bietet an, Tschaikowski, der bei Rubinstein wohnt, eine Wohnung sowie eine großzügige Apanage zu stellen.
Zur gleichen Zeit bekommt Tschaikowski einen Liebesbrief der jungen Antonina Milyukowa. Aus Furcht, genauso zugrunde zu gehen wie Eugen Onegin, der als Hauptfigur von Tschaikowskis Oper Eugen Onegin die Liebeserklärung einer Frau verschmäht, heiratet er Antonina entgegen den Warnungen von Modest und Graf Schiluwski. Frau von Meck reagiert auf die Nachricht von Tschaikowskis Heirat empört. Doch die Ehe steht unter keinem guten Stern, da Tschaikowski sich körperlich nicht zu Antonina hingezogen fühlt und sich durch sie in seiner Kreativität behindert fühlt. Die Ehekrise eskaliert in einem Streit zwischen Tschaikowski und Antonina, durch den Tschaikowski einen Nervenzusammenbruch erleidet; der Nervenarzt rät dringend zu absoluter Ruhe und einer längeren Trennung von Antonina.
Frau von Meck lässt Tschaikowski auf ihrem Besitz in Briow wohnen, wo er seine 4. Sinfonie komponiert, die er seiner Gönnerin widmet. Antonina empfängt inzwischen diverse Komponisten wie Nikolai Rimski-Korsakow und Alexander Borodin als Liebhaber.
Auf der Geburtstagsfeier, die auf dem Anwesen von Frau von Meck für Tschaikowski gegeben wird, bittet Graf Schiluwsky um eine Fortsetzung ihrer Beziehung, Tschaikowski weist ihn jedoch ab. Aus Rache berichtet der Graf Frau von Meck von Tschaikowskis Homosexualität.
Zu Tschaikowskis Überraschung bricht Frau von Meck ohne ein Wort der Erklärung den Kontakt zu ihm ab. Ihr Anwesen, das ihn beherbergt hatte, steht zum Verkauf; die Apanage ist gestrichen. Auf Modests Anregung hin konzentriert sich Tschaikowski aufs Dirigieren, um finanziell auf eigenen Beinen zu stehen.
Während Tschaikowski an seiner 6. Sinfonie, der Pathétique, arbeitet, stirbt seine Schwester Sascha. Antonina kommt, dem Wahnsinn verfallen, in die Anstalt.
Während Tschaikowski gemeinsam mit Modest nach einem Namen für seine Sinfonie sucht, die er als sein „Requiem“ bezeichnet, trinkt er trotz der Gefahr einer Cholera-Ansteckung ein nicht abgekochtes Glas Wasser. Wenig später erkrankt er an der Cholera und stirbt.

## Kritiken
Das Lexikon des internationalen Films schrieb, die Inszenierung sei ein „mit so manchen Geschmacklosigkeiten“ angereicherter „bombastischer Bilderschwulst“, der sich weitgehend auf die „Darstellung von Tschaikowskis Homosexualität und seiner aus diesem Grund scheiternden Ehe“ beschränke.